# Hank Williams the Roy Orbison Way
Hank Williams the Roy Orbison Way è un album in studio del cantautore e chitarrista statunitense Roy Orbison, pubblicato nel 1970. Si tratta di un album tributo a Hank Williams.

## Tracce
Tutte le tracce sono di Hank Williams, eccetto dove indicato.
Side 1
1. Kaw-Liga (Williams, Fred Rose)
2. Hey Good Lookin'
3. Jambalaya (On the Bayou)
4. (Last Night) I Heard You Crying in Your Sleep
5. You Win Again
6. Your Cheatin' Heart

Side 2
1. Cold, Cold Heart
2. A Mansion on the Hill (Williams, Rose)
3. I Can't Help It (If I'm Still in Love with You)
4. There'll Be No Teardrops Tonight
5. I'm So Lonesome I Could Cry